# Нонис, Дуглас
Дуглас Пол Нонис (англ. Douglas Paul Nonis; 25 января 1937 — 12 июня 2023) — малайзийский хоккеист на траве, нападающий. Участник летних Олимпийских игр 1964 года.

## Биография
Дуглас Нонис родился 25 января 1937 года.
Играл в хоккей на траве сингапурский «Сингапур Рекриэйшен».
В 1964 году вошёл в состав сборной Малайзии по хоккею на траве на летних Олимпийских играх в Токио, поделившей 9-10-е места. Играл на позиции нападающего, провёл 7 матчей, забил 1 мяч в ворота сборной Канады.
Скончался 12 июня 2023 года.